# Anton Ginzel

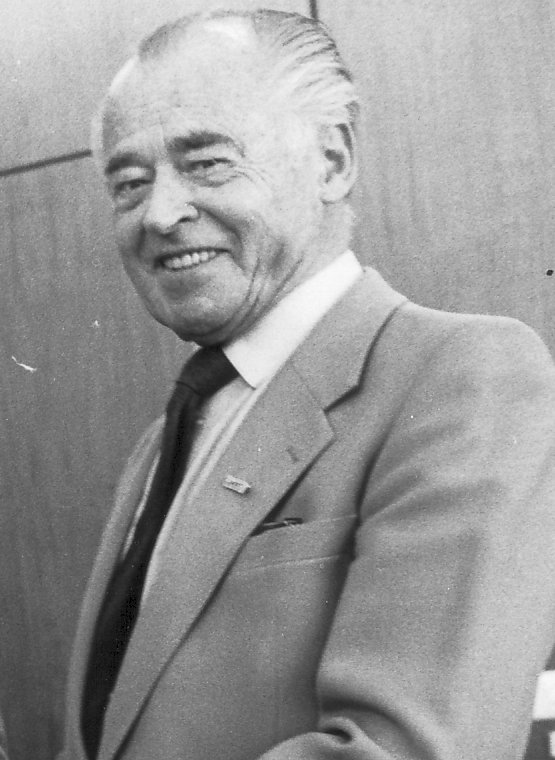
Anton Ginzel (1981)

 Anton Ginzel (* 8. Oktober 1909; † 8. Juni 1989) war ein Ingenieur, Chemiker, Rauchwarenveredler und Fachautor in der Pelzbranche. Er betrieb Pionierarbeit auf dem Sektor der Farbveredlung von Persianerfellen in den 1950er Jahren sowie „bahnbrechende Arbeit in der Zurichtung und Färbung von Indisch Lamm und Nutria“.
Anton Ginzel war verheiratet.

## Laufbahn
Anton Ginzel kam 1930 zum ersten Mal in das Pelzzentrum des Leipziger Brühls, dies weckte in ihm den Wunsch, dass er „unbedingt nach Leipzig musste“. 1933 trat er eine Stelle bei der Leipziger Rauchwarenzurichterei Paul Kunath an, wo unter dem Rauchwarenchemiker Gerhardo di Pol viele Neuheiten entwickelt wurden. Ginzel wurde später Leiter der Färberei.
Im Jahr 1943 wird von einem moirierten Kanin berichtet, das der Leipziger Rauchwarenchemiker A. Ginzel entwickelt hat. Künstlich gelocktes oder moiriertes Kaninchenfell wurde seitdem in geringem Umfang ein Artikel der Pelzbranche.
Im Jahr 1946, nach dem Zweiten Weltkrieg, ging Ginzel als Pelzcolorist zu den Farbenfabriken Wolfen in der damaligen Sowjetischen Besatzungszone.

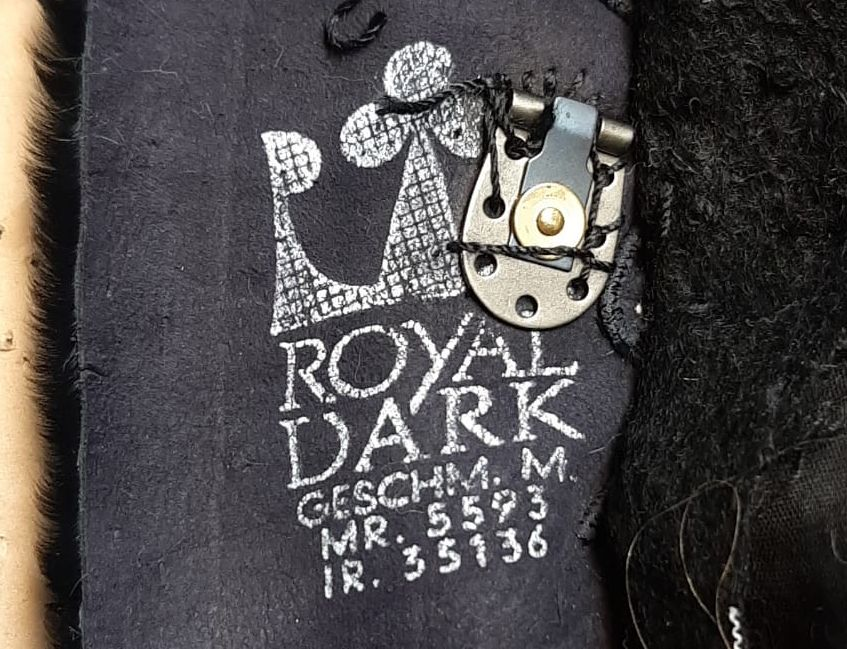
„Royal Dark“, Fellstempel in einem Swakaramantel

1951 wechselte er als Färbereileiter nach Westdeutschland zur Fränkischen Pelzindustrie Märkle & Co. in Fürth, 1955 wurde er deren technischer Direktor. Das Unternehmen ging später über in die Marco-Pelz GmbH & Co., Pelzindustrie KG., bei der er bis nach deren Konkurs mit anschließender Übernahme durch die Mitarbeiter blieb. Herausragende Neuentwicklungen während seiner Zeit bei Marco waren zwei Farben für Indisch-Lamm-Felle, genannt „sarok“ und „souriere“, die diesen Vorkriegsartikel in der Zeit der Persianermode erneut zu einem weiteren Hauptartikel der Pelzbranche beförderten. Auch sehr erfolgreich waren in der Qualität herausragende, hochveredelte geschorene Nutriafelle. Einen kurzzeitigen Erfolg hatten, auch dank intensiver Werbung, Persianerfelle in „einem neuen Schwarz“, die unter dem Namen „Royal Dark“ vermarktet wurden.
Mit dem zunehmenden Wohlstand in der Bundesrepublik hatte die Nachfrage nach dem preiswerteren, gelockten oder moirierten Persianer rapide abgenommen. Der Verbraucher wandte sich dem nun für die meisten Arbeitnehmer erschwinglichen Nerz zu, zu der Zeit ein Statussymbol. Auch der Absatz des vor allem in Deutschland bis dahin beliebten Nutriapelzes war erheblich zurückgegangen. Diese Marktveränderungen dürften, zusammen mit einer nicht ausreichenden und zu späten Reaktion darauf, eine der Hauptursachen für den Konkurs des zum Schluss als Marco GmbH & Co, Pelzindustrie KG firmierenden Unternehmens Ende Oktober 1983 gewesen sein. Gerade diese drei Fellarten waren, nicht zuletzt wegen ihrer dank Ginzel teils konkurrenzlosen Einzigartigkeit und Qualität, wesentliche Artikel der Marco-Pelzzurichtung und -veredlung.
Der Veredlungsteil der Firma wurde kurz nach dem Konkurs an eine Schweizer Finanzgruppe verkauft und in Marco Pelzveredlungs-GmbH umbenannt. Aus Altersgründen schied Ginzel Ende 1983 bei Marco aus, erklärte aber, dass er dem „neuen alten Team als Mentor und aktiver Berater zur Seite“ stehen werde. Die Fürther Nachfolgefirma stellte, ebenfalls nach einem Konkurs, 1989 endgültig den Betrieb ein.
Ginzel war Dozent an der Bundes-Pelzfachschule Frankfurt am Main.
Im Jahr 1966 erhielt er von der Pelzbranche die Auszeichnung „Goldene Pelzmotte“.

## Werke (Auszug)

Zwei Indisch-Lamm-Farbvarianten der Firma Marco
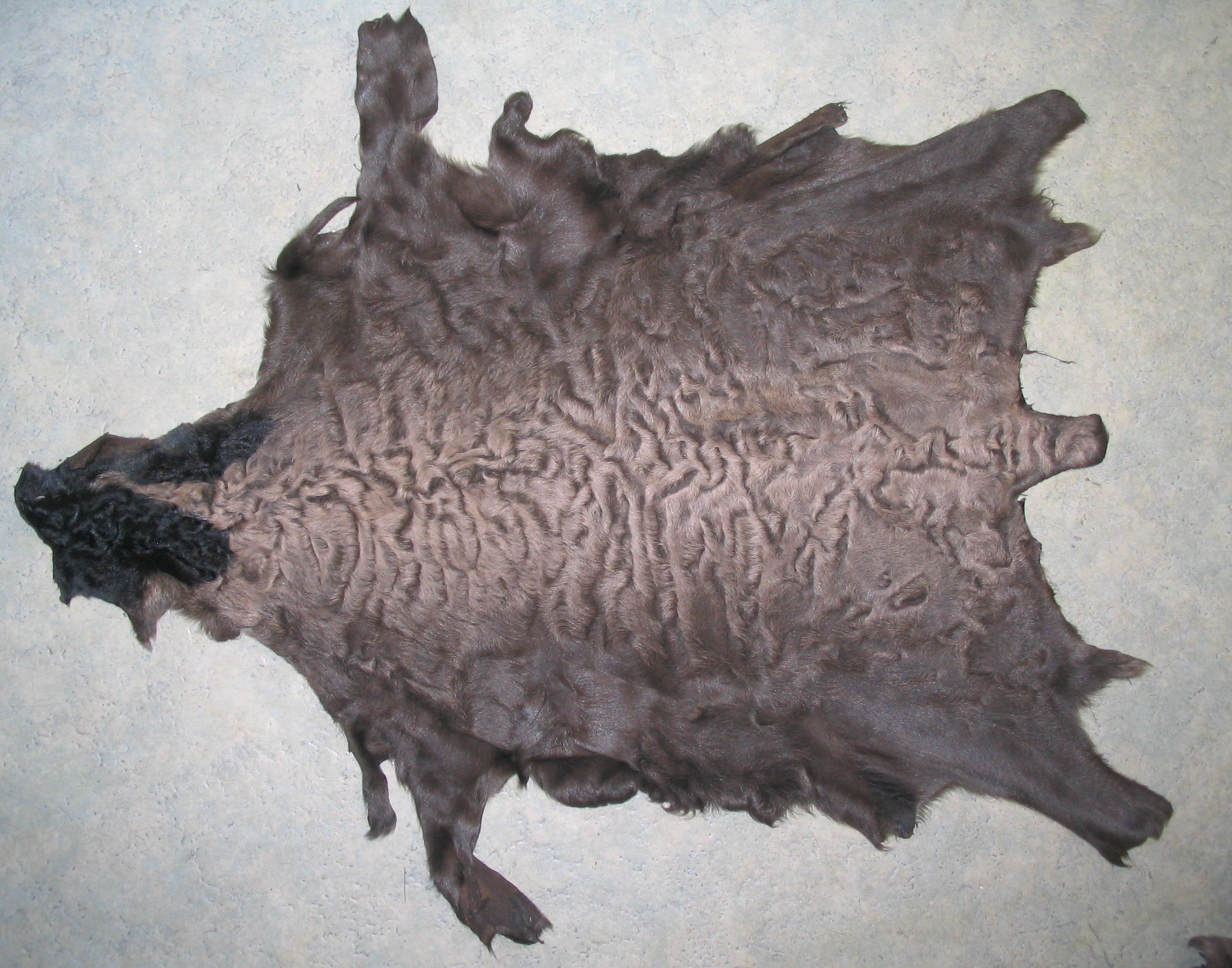
sourire (helle Fellmitte)
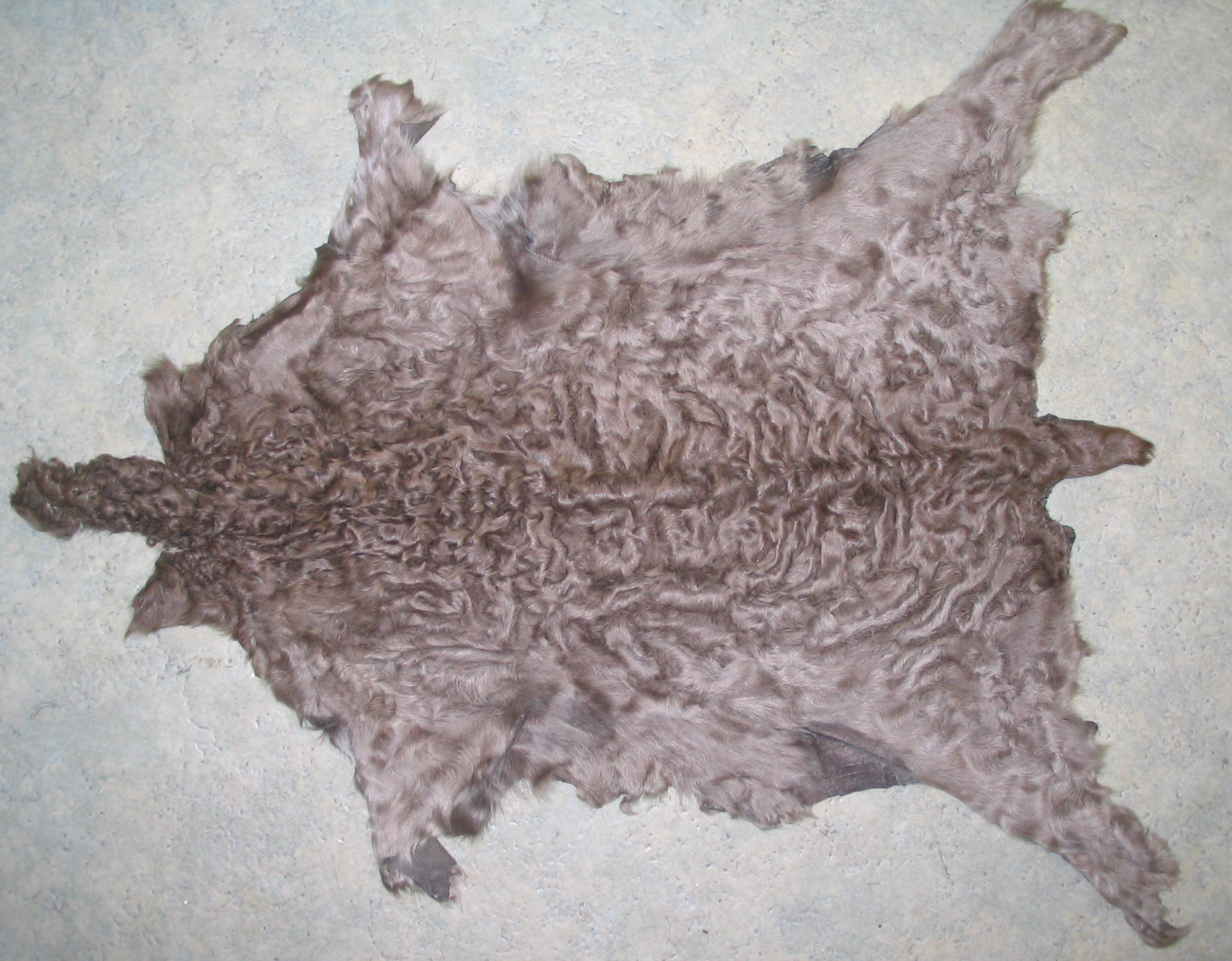
sarok (dunkler Grotzen)

In: „Der Rauchwarenmarkt“, Leipzig:
- - 1943: Veränderungen am Pelzfell durch Veredlung  (Nr. 5/6)
  - 1943: Das Blenden von Rauchwaren (Nr. 13/14)
  - 1943: Gute und schlechte Pelzzurichtung (Nr. 23/24 u. 25/26)
  - 1943: Echt und unecht – Ein Beitrag zur Bewertung der Pelzfärbungen (Nr. 31/32 u. 33/34)
  - 1943: Starke und dünnledrige Pelzfelle (Nr. 47/52)
  - 1944: Geschichte der Rauchwaren-Veredlung (Nr. 5; Nr. 7)
  - 1944: Die Dauer der Rauchwaren-Veredlungsprozesse (Nr. 9 – „für die Dauer des Krieges“ wurde das Erscheinen der Zeitung eingestellt)

- 1969: Kürschner und Rauchwarenveredlung. Band 14, Technik der Kürschnerei (Hermelin-Verlag Dr. Paul Schöps)

In: „Das Pelzgewerbe“, Hermelinverlag Dr. Paul Schöps, Leipzig, Berlin, Frankfurt am Main (ohne Mitautorschaften):
- - 1952: Flächenveränderungen am Pelzfell durch den Zurichtprozeß (Nr. 1)
  - 1953: Filz und Verfilzung (Nr. 2/3)
  - 1955: Die Farbstoffe in der Pelzveredlung (Nr. 2)
  - 1957: Die Einwirkung der Veredlung auf das Pelzfell (Nr. 1)
  - 1958: Fehler an rohen und veredelten Pelzfellen (Nr. 2)
  - 1960: Persianerveredlung einst und jetzt (Nr. 4)
  - 1961: Zustand und Nachveredlung von getragenem Pelzwerk (Nr. 5)
  - 1963: Konservierung der Rohware (Nr. 6); Die Veredlung von naturgrauen Persianern (Nr. 6)
  - 1964: Zur Geschichte der Rauchwaren-Agentien (Nr. 1), Das Strecken von Pelzfellen (Nr. 3); Spitznutria (Nr. 6)
  - 1965: Zur Veredlung des naturgrauen Persianers (Nr. 1); Voraussetzungen einer guten Pelzveredlung (Nr. 3); Der Ablauf der Zurichtung (Nr. 4); Über den Begriff der Appretur (Nr. 4); Die künstliche Lockung roher Pelzlammfelle (Nr. 5)
  - 1966: Nutria (Nr. 3); Die Kombination von natürlichen und künstlichen Färbungen in der Rauchwarenveredlung (Nr. 6)
  - 1967: Kürschnerfelle und Gerberfelle (Nr. 1); Das Bügeln von Pelzfellen (Nr. 2)
  - 1968/69: Die Bedeutung des Eisens bei der Bildung natürlicher Farbpigmente im Pelzhaar (Nr. 4); Die Rauchwarenverdlungsindustrie nach dem 2. Weltkrieg (Nr. 6)
  - 1970: Die Naturfärbung der Pelzhaare (Nr. 1); Filz und Verfilzung … (Nr. 6); Einfluß des Farbprozesses auf das Pelzleder (Nr. 6)
  - 1971/72: Das Färben von Scheckenfellen (Nr. 5/6)

In: „Die Pelzwirtschaft“, CB-Verlag Carl Boldt, Berlin:
- - 1960: Fortschritte der deutschen Rauchwarenveredlung (1. Fortsetzung, Nr. 3)
  - 1965: 60 Jahre Rauchwarenveredlung (Nr. 1)
  - 1972: Die Farbhölzer (Nr. 3); Mutationsnutria (Nr. 9)
  - 1973: Nutria einst und jetzt (Nr. 1, mit Joh. Sartorius)
  - 1987: Schätze in der Tiefe (Nr. 11)

In: „Rund um den Pelz“, Rhenania-Fachverlag, Koblenz:
- - 1976: Haar und Leder von Nutria-Fellen (Nr. 10)
  - 1977: Die Flächenform der Nutria (Nr. 11)
  - 1981: Die Entwicklung der Persianer-Färberei (Nr. 11)
  - 1982: Reinforcing (Nr. 1)
  - 1986: Amerikanisch Opossum – ein Blick in die Vergangenheit (Nr. 9)